# Liebenau (Weser-Nienburgi járás)
Liebenau egy község Németországban, a Weser-Nienburgi járásban. Lakosainak száma 3926 fő (2023. december 31.).

## Földrajza
Liebenau Estorf, Binnen, Pennigsehl és Bad Großpertholz községekkel határos.

## Népessége
| Lakosok száma | 3801 | 3797 | 3877 | 3880 | 3930 | 3926 |
|               | 2016 | 2017 | 2019 | 2021 | 2022 | 2023 |